# Echipa națională de handbal feminin a Insulelor Feroe
Echipa feminină de handbal a Insulelor Feroe este echipa națională care reprezintă Insulele Feroe în competițiile interțări oficiale sau amicale de handbal feminin. 
Începând din 2004, echipa Insulelor Feroe concurează în Trofeul Challenge EHF, competiție rezervată țărilor cu un nivel de handbal mai slab, dar în dezvoltare. Cea mai bună clasare a fost locul doi, obținut în 2004, 2006, 2008 și 2012.

## Echipa
Lista de mai jos conține componența echipei Insulelor Feroe la Trofeul Challenge EHF 2012:
| Nr | Nume                      | Club           |
| -- | ------------------------- | -------------- |
| 1  | Erla Eliasen              | Neistin        |
| 2  | Ninna Johannesen          | Virum Sognfri  |
| 3  | Birita Mortansdóttir      | Kyndil         |
| 4  | Judith Hansen             | Stjørnan       |
| 5  | Marjun Falkvard Danberg   | Neistin        |
| 6  | Turið Arge Samuelsen      | Kyndil         |
| 7  | Bára Krosteig Hansen      | Kyndil         |
| 8  | Helga Eyðunsdóttir Kjærbo | Vágs Bóltfelag |
| 9  | Eir Martinsdóttir Berg    | Neistin        |
| 10 | Agnas Olsen               | VÍF Vestmanna  |
| 11 | Tóra Seloy                | VÍF Vestmanna  |
| 13 | Linda Davidsen            | VÍF Vestmanna  |
| 14 | Brynja Høj                | Neistin        |
| 15 | Lovisa Lassen             | Stjørnan       |
| 16 | Vivian Petersen           | VÍF Vestmanna  |
| 18 | Liljan Djurhuus           | VÍF Vestmanna  |

## Istoric
| Data              | Localitatea                    | Partida                       |                           |
| ----------------- | ------------------------------ | ----------------------------- | ------------------------- |
| 11 noiembrie 1974 | Tórshavn, Insulele Feroe       | Insulele Feroe 7 - 11 Islanda | Primul meci internațional |
| 6 aprilie 2006    | Vogošća, Bosnia și Herțegovina | Albania 1 - 81 Insulele Feroe | Cea mai mare victorie     |
| 3 decembrie 2000  | Tórshavn, Insulele Feroe       | Insulele Feroe 12 - 34 Suedia | Cea mai mare înfrângere   |